# 小桥镇 (建瓯市)
小桥镇，是中华人民共和国福建省南平市建瓯市下辖的一个乡镇级行政单位。

## 行政区划
小桥镇下辖以下地区：
南乡社区、西边村、富井村、高门村、百丈村、龙峰村、上屯村、际上村、洽历村、霞抱村、阳泽村、小桥村、后塘村和大丘村。